# Łahi (rejon orszański)
Łahi (biał. Лагі; ros. Логи, Łogi) – wieś na Białorusi, w obwodzie witebskim, w rejonie orszańskim, w sielsowiecie Mieżawa.